# FK Era-Pack Chrudim
Der FK Era-Pack Chrudim ist ein tschechischer Futsalverein aus dem ostböhmischen Chrudim. Der Klub wurde 2004, 2005 und von 2007 bis 2018 und 2022 tschechischer Meister und ist mit 15 Titeln Rekordmeister.

## Vereinsgeschichte
Der Verein wurde im März 1991 als FC Rváčov gegründet. Rváčov ist ein Ortsteil von Vysočina unweit von Hlinsko im Kreis Chrudim. In den ersten Jahren spielte die Mannschaft in unteren Ligen. 1997 schaffte der damalige Drittligist den Sprung in die 2. Liga, als man mit Nemesis Hradec Králové die Plätze tauschte. Ein Jahr später kam es zur Umbenennung in FK Geodet Rváčov, zwei weitere Jahre später zog der Verein nach Chrudim um und trat fortan als FK ERA-PACK Chrudim an. Nach zwei Spielzeiten gelang Era-Pack der Aufstieg in die 1. Liga, in der Premierensaison wurde die Mannschaft Dritter.
In der folgenden Saison gewann Chrudim den Meistertitel, 2005 gelang sogar das Double aus Meisterschaft und Pokalsieg. Im UEFA Futsal-Cup scheiterte der tschechische Meister jeweils knapp in der ersten Gruppenphase. Nach einem dritten Platz 2006 sicherte sich Era-Pack seit der Saison 2006/07 erneut alle Meistertitel. Im Futsal-Cup zog das Team in die Zwischenrunde ein, die so genannte Elite Round, in der die besten 16 europäischen Mannschaften spielen. In der Gruppe C belegte die Mannschaft hinter MFK Kairat Almaty den zweiten Platz und schied aus.

## Erfolge
- Tschechischer Meister 2004, 2005, 2007, 2008, 2009, 2010, 2011, 2012, 2013, 2014, 2015, 2016, 2017, 2018, 2022
- Tschechischer Pokalsieger 2005, 2008, 2009, 2010, 2011, 2012, 2013, 2015, 2016, 2017, 2018[1]
- Teilnehmer am UEFA Futsal-Cup/der UEFA-Futsal-Champions League 2004, 2005, 2007, 2008, 2009, 2010, 2011, 2012, 2013, 2014, 2015, 2016, 2017 und 2018